# Società Podistica Lazio 1910-1911
Questa voce raccoglie le informazioni riguardanti la Società Podistica Lazio nella stagione 1910-1911.

## Stagione
In data 3 ottobre 1910 viene istituita ufficialmente la sezione calcistica societaria.

## Rosa
| N. |                   | Ruolo | Calciatore                    |
| -- | ----------------- | ----- | ----------------------------- |
|    | Italia (bandiera) | P     | Remo Forlivesi                |
|    | Italia (bandiera) | P     | Lorenzo Gaslini               |
|    | Italia (bandiera) | D     | Renato Amici                  |
|    | Italia (bandiera) | D     | Vincenzo Di Napoli (I)        |
|    | Italia (bandiera) | D     | Leonardo Luigi Di Napoli (II) |
|    | Italia (bandiera) | D     | Mario Levi (II)               |
|    | Italia (bandiera) | D     | Francesco Matteucci           |
|    | Italia (bandiera) | C     | Pierluigi Andreoli            |
|    | Italia (bandiera) | C     | Ottavio Angelotti             |
|    | Italia (bandiera) | C     | Attilio Baldacci (I)          |
|    | Italia (bandiera) | C     | Arnaldo Gaia (IV)             |
|    | Italia (bandiera) | C     | Angelo Zucchi (II)            |
|    | Italia (bandiera) | A     | Sante Ancherani (capitano)    |
|    | Italia (bandiera) | A     | Marcello Consiglio            |
|    | Italia (bandiera) | A     | Amedeo Coraggio               |
|    | Italia (bandiera) | A     | Corrado Corelli (I)           |
|    | Italia (bandiera) | A     | Carlo Della Longa             |

| N. |                   | Ruolo | Calciatore            |
| -- | ----------------- | ----- | --------------------- |
|    | Italia (bandiera) | A     | Giuseppe Fioranti (I) |
|    | Italia (bandiera) | A     | Rodolfo Folpini       |
|    | Malta (bandiera)  | A     | Silvio Mizzi          |
|    | Italia (bandiera) | A     | Fernando Saraceni (I) |
|    | Italia (bandiera) | P     | Ettore Gaia (II)      |
|    | Italia (bandiera) | P     | Guido Levi (I)        |
|    | Italia (bandiera) | P     | Mosconi               |
|    | Italia (bandiera) | D     | Alessandri (I)        |
|    | Italia (bandiera) | D     | Girardini             |
|    | Italia (bandiera) | D     | Iatz                  |
|    | Italia (bandiera) | D     | Attilio Zoppi (II)    |
|    | Italia (bandiera) | D     | Agostino Gaia (I)     |
|    | Italia (bandiera) | C     | Alessandri (II)       |
|    | Italia (bandiera) | A     | Enrico Laviosa        |
|    | Italia (bandiera) | A     | Arnaldo Perugini      |
|    | Italia (bandiera) | A     | Mario Raffo           |